# Swansea (Arizona)
Swansea è una città fantasma della contea di La Paz, nello Stato dell'Arizona. Fu fondata intorno al 1909 in quello che allora era il Territorio dell'Arizona. Fungeva da città mineraria e da località per la lavorazione e la fusione del rame prelevato dalle vicine miniere.

## Storia
Le attività minerarie nell'area iniziarono per la prima volta intorno al 1862, ma la posizione remota e la mancanza di trasporti fece sì che le operazioni svolte fossero poche. Nel 1904, la ferrovia stava arrivando nella vicina Parker, e i minatori locali Newton Evans e Thomas Jefferson Carrigan ne approfittarono dell'occasione. Nel giro di pochi anni, i due minatori avevano costruito una fornace da 350 tonnellate, un condotto idrico al fiume Bill Williams e montacarichi per cinque pozzi minerari. Diedero alla nuova città il nome di Signal (da non confondere con Signal, un'altra città fantasma sempre nell'Arizona). Nel 1908, le rivendicazioni nell'area erano state consolidate dalla Clara Gold and Copper Mining Company, che stabilì la sua sede nel campo minerario che sarebbe diventato Swansea. Nello stesso anno, quella che sarebbe diventata la Arizona and Swansea Railroad collegò Signal a Bouse a circa 40 km di distanza. Questi due fattori stimolarono la crescita della città e la sua popolazione aumentò quasi a circa 300 abitanti.
Quando iniziarono le operazioni minerarie, la mancanza di impianti di fusione significava che il rame doveva essere mandato altrove per la fusione. La destinazione per la maggior parte del minerale era a Swansea, nel sud del Galles, nel Regno Unito e veniva inviato tramite ferrovia al fiume Colorado, e poi spedito dal golfo della California intorno a Capo Horn nel Regno Unito. Una volta che la fonderia fu costruita nel 1909, Signal prese il nuovo nome dalla precedente posizione della fonderia che aveva utilizzato in Galles. In quanto tale, la destinazione del minerale inviato per la fusione è rimasta la stessa. Quando l'ufficio postale fu istituito il 25 marzo 1909, era con il nome di Swansea.
Al suo apice, Swansea vantava una compagnia di luce elettrica, un rivenditore di auto, una compagnia di legname, due cimiteri, un saloon, teatri, ristoranti, barbieri, un agente assicurativo, un medico e, naturalmente, le strutture minerarie e di fusione locali.

### Il declino
La città ebbe vita breve. Nel 1911, la Clara Consolidated Gold and Copper Mining Company era in difficoltà finanziarie. Il promotore dell'azienda a Swansea, George Mitchell, spese ingenti somme di denaro in miglioramenti volti ad attrarre investitori a scapito di miglioramenti pratici al processo di estrazione, trasporto e lavorazione del minerale. Di conseguenza, l'elevato costo dei miglioramenti unito all'elevato costo di produzione significava che le miniere non potevano realizzare un profitto poiché il costo per libbra della produzione di rame superava il suo prezzo di tre centesimi. L'azienda dichiarò bancarotta nel 1912, chiudendo le miniere.
Dopo una falsa partenza nello stesso anno con un nuovo proprietario, le miniere e la città rimasero abbandonate fino a quando la American Smelting and Refining Company non acquistò le proprietà nel 1914. I nuovi proprietari ripresero le attività minerarie e ricostruirono nuovamente la città. Swansea visse fino a subito dopo la prima guerra mondiale, quando i prezzi del rame scesero e la città subì un forte declino. L'ufficio postale di Swansea fu chiuso il 28 giugno 1924 e la popolazione iniziò ad andar via. Nel 1937 le miniere furono chiuse e Swansea era già una città fantasma.

### Resti
Oggi, Swansea è sotto la protezione del Bureau of Land Management e costituisce la Swansea Town Site Special Management Area. A causa del vandalismo e dell'esposizione alle intemperie, i resti di Swansea sono in declino. Tuttavia, è ancora possibile vedere una serie di strutture in mattoni, i resti del deposito ferroviario, due cimiteri e diversi pozzi minerari. Resti di numerose auto possono essere visti sparsi in tutto il sito. Il Bureau of Land Management ha restaurato i tetti delle file di alloggi di un singolo minatore, ha creato un percorso interpretativo per i visitatori di Swansea ed è impegnato negli sforzi per sostenere altre strutture. Inoltre, ci sono molte fondamenta in pietra dove un tempo sorgevano gli edifici.